# Allométrie des arbres

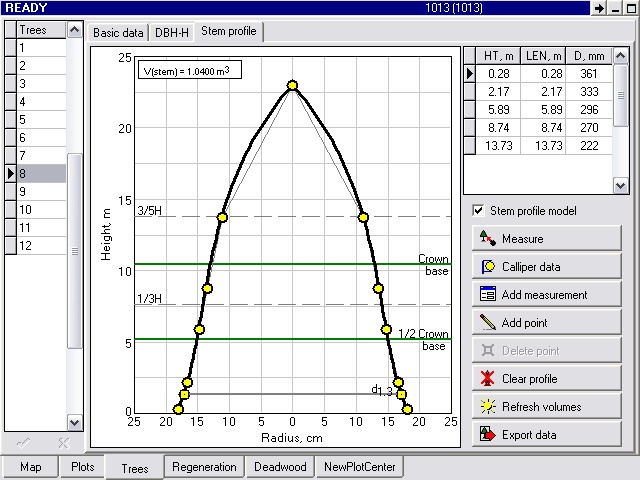

L'allométrie des arbres est un phénomène biologique par lequel la croissance de ces végétaux ligneux ne s'opère pas au même rythme et selon les mêmes proportions pour ses différents organes de l'appareil végétatif et reproducteur. Cette croissance différenciée se mesure en évaluant des relations quantitatives entre certaines caractéristiques clés des arbres (en général assez faciles à mesurer) et d'autres propriétés (souvent plus difficiles à évaluer). 